# Лямукса
Лямукса — река в Мурманской области России. Протекает по территории Терского района. Правый приток Вялы.
Длина реки составляет 22 км. Площадь бассейна 132 км². Скорость течения 0,2 м/с.
Берёт начало в озере Мунозеро на высоте 137 м над уровнем моря. Протекает по лесной, местами болотистой местности. Порожиста. Проходит через озеро Лямозеро. Основной приток — Безымянный. Впадает в Вялу справа на высоте 65,5 м над уровнем моря в 22 км от устья вблизи одноимённого урочища Лямукса. Населённых пунктов на реке нет.

## Данные водного реестра
По данным государственного водного реестра России относится к Баренцево-Беломорскому бассейновому округу, водохозяйственный участок реки — реки бассейна Белого моря от западной границы бассейна реки Йоканга (мыс Святой Нос) до восточной границы бассейна реки Нива, без реки Поной. Речной бассейн реки — бассейны рек Кольского полуострова и Карелии.
Код объекта в государственном водном реестре — 02020000212101000008940.